# Matsuri

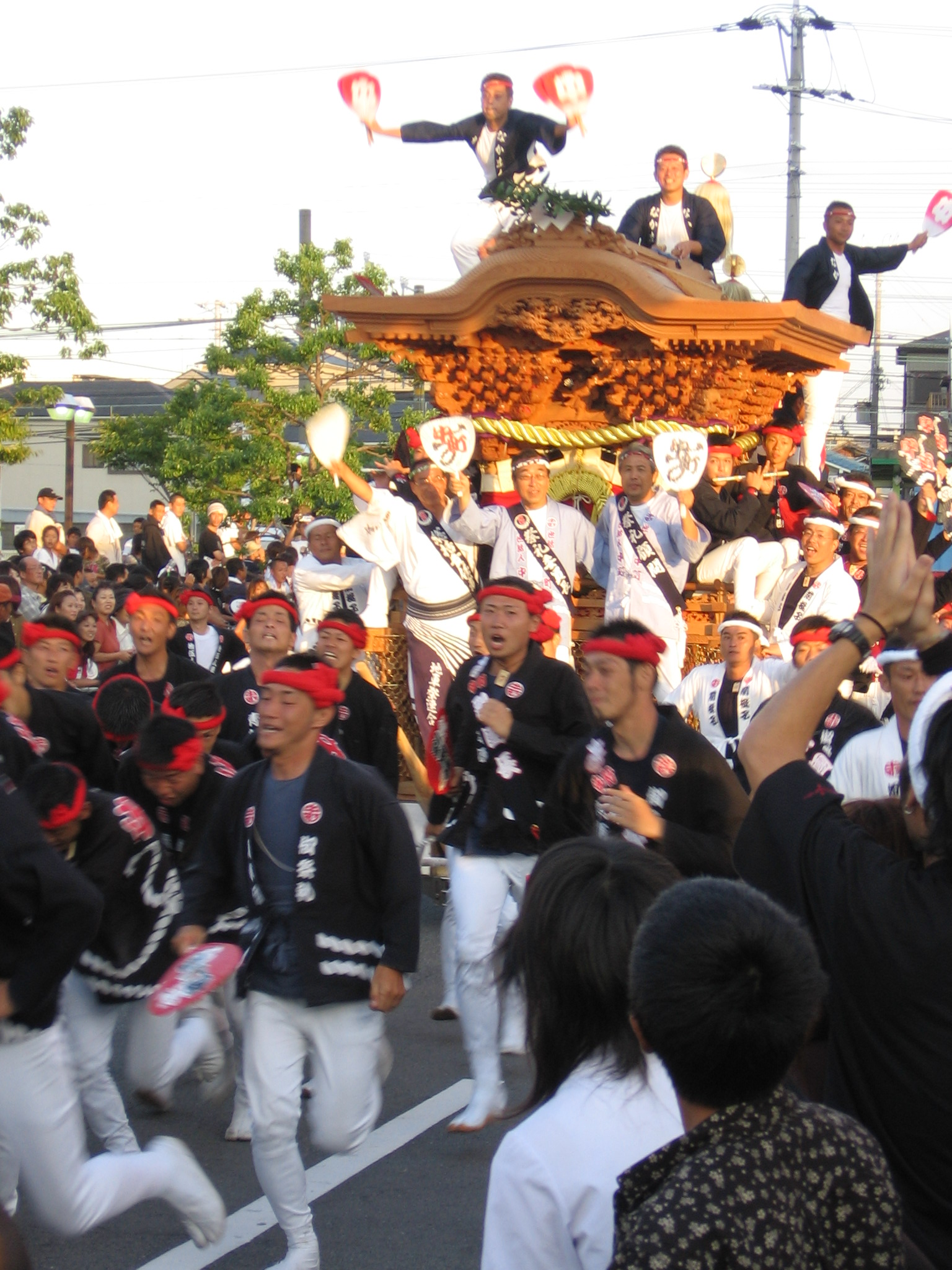
Danjiri matsuri à Kishiwada.

Les matsuri (祭り/祭) sont des événements festifs japonais qui se déroulent dans pratiquement toutes les localités. La plupart d'entre eux sont liés à une célébration religieuse, le plus souvent shinto. Autant dans leur concept que dans les activités proposées, les matsuri se rapprochent des kermesses. On peut y jouer, manger, boire ou acheter des spécialités locales dans des baraques (yatai).

## Description
Matsuri (祭り/祭) désigne un festival, généralement financés par un sanctuaire local ou par un temple bien qu'ils puissent être laïques.
Certains ont tellement évolué qu’ils n’ont plus rien en commun avec leur festival d’origine même s'ils partagent les mêmes noms et dates. Plusieurs festivals tirent leurs origines de Chine depuis des siècles mais ont subi de grands changements lors de leur mélange avec les coutumes locales. D'autres ont été créés après la Guerre du Pacifique.
Chaque quartier de grande ville, chaque village ou petite ville possédait son matsuri, c'est-à-dire sa propre fête à la fois religieuse et profane en l'honneur d'une divinité protectrice ou d'un dieu important pour le groupe humain rassemblé. De fait de leur nature locale voire hyper-locale, il n’y a pas de jour de matsuri précis alloué à tout le Japon. Les dates diffèrent d’une région à une autre et même au sein d’une même région, mais les jours de festival ont tendance à se regrouper autour des jours fériés anciens tels que Setsubun ou O-Bon. Certains matsuri ont atteint une réputation nationale voire internationale et attirent les touristes.
Certains matsuri sont des processions religieuses de mikoshi, dédiées et consacrées aux divinités, importantes (par exemple Amaterasu, la déesse du soleil dans le shintoïsme), ou très locales. Ces processions peuvent s'effectuer en gravissant une montagne, afin d'atteindre le temple ou sanctuaire au sommet et de l'ouvrir pour recommencer les cycles religieux, en vue d'études religieuses de méditation pour les fidèles. Le quartier (appelé « machi ») organise généralement les préparatifs pour ces processions. La divinité locale dite kami peut être rituellement installée dans un mikoshi (châsse portable) qui défile à travers les rues.
D'autres consistent en des danses collectives, en la parade dans le village des chars associés à chaque quartier, sous l'air d'un matsuri-bayashi.
Les festivals s'accompagnent de stands vendant des souvenirs ou de la nourriture (comme le takoyaki), et de jeux tels que la pêche du poisson rouge à l'épuisette. En parallèle au matsuri, des concours de karaoké, des matchs de sumo ou autres divertissements sont souvent organisés. De plus, il est possible de profiter d'une embarcation lorsque le festival a lieu près d'un lac.
Les matsuri sont encore aujourd'hui l'occasion pour les Japonais de se retrouver entre amis pour déguster des spécialités dans des yatai (stands), assister à des feux d'artifice, aux enfants de jouer à des jeux tels que la pêche du poisson rouge à l'épuisette, et surtout faire (re)vivre le folklore local. Beaucoup sont aussi l'occastion d'un tir de feu d'artifice.

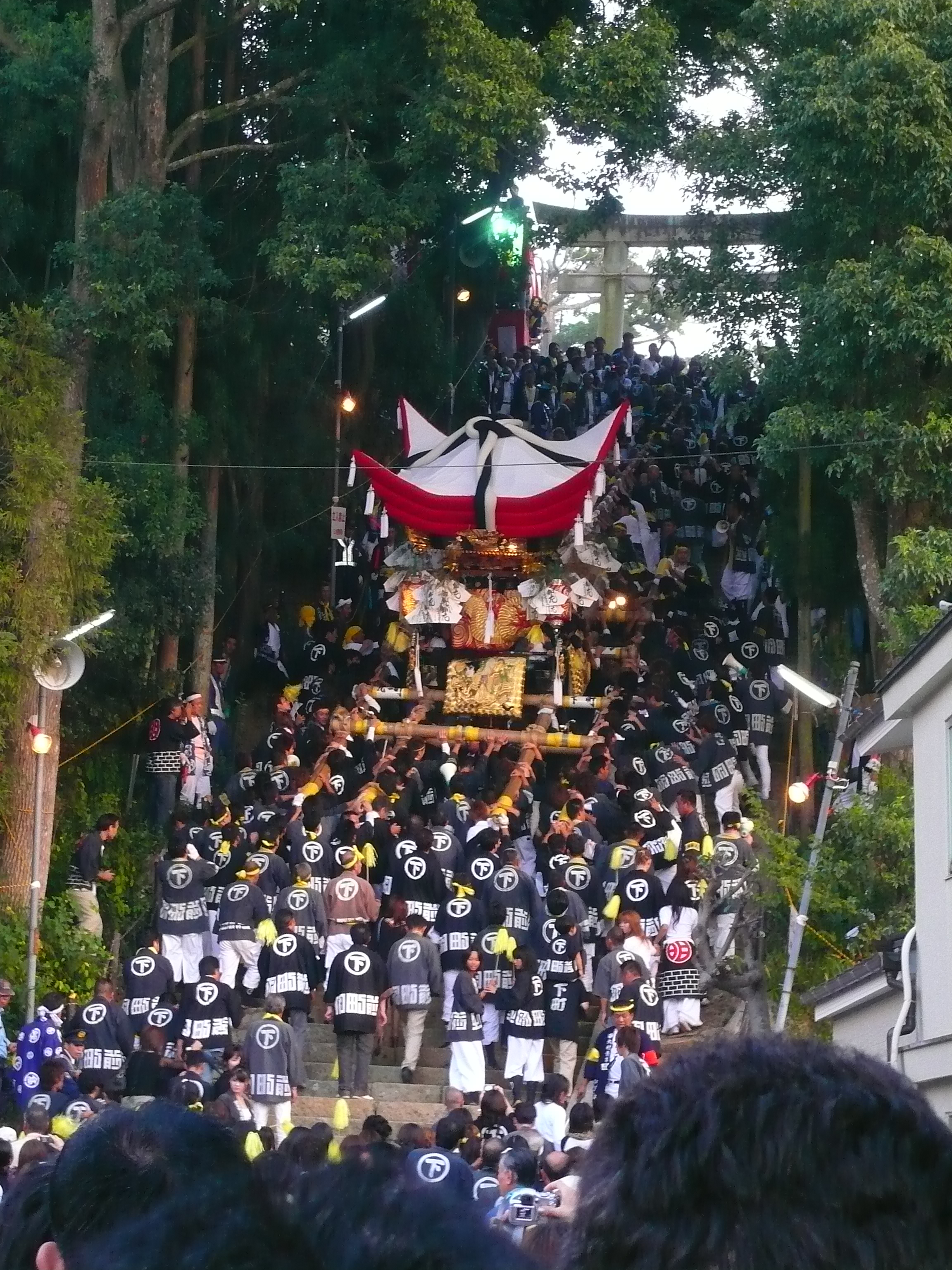
Grande parade du mikoshi yatai lors du festival des récoltes d’automne de Miki.

## Patrimoine culturel immatériel de l’humanité
L'Unesco a inscrit les « Yama, hoko, yatai, festivals de chars au Japon » sur la liste représentative du patrimoine culturel immatériel de l’humanité en 2016, mettant en avant « trente-trois exemples représentatifs dans plusieurs régions du Japon, traduisant la diversité des cultures locales » et la participation de toutes les générations. Les exemples représentatifs sont inscrits à l'inventaire national du patrimoine culturel immatériel du Japon.

## Principauxmatsuriau Japon

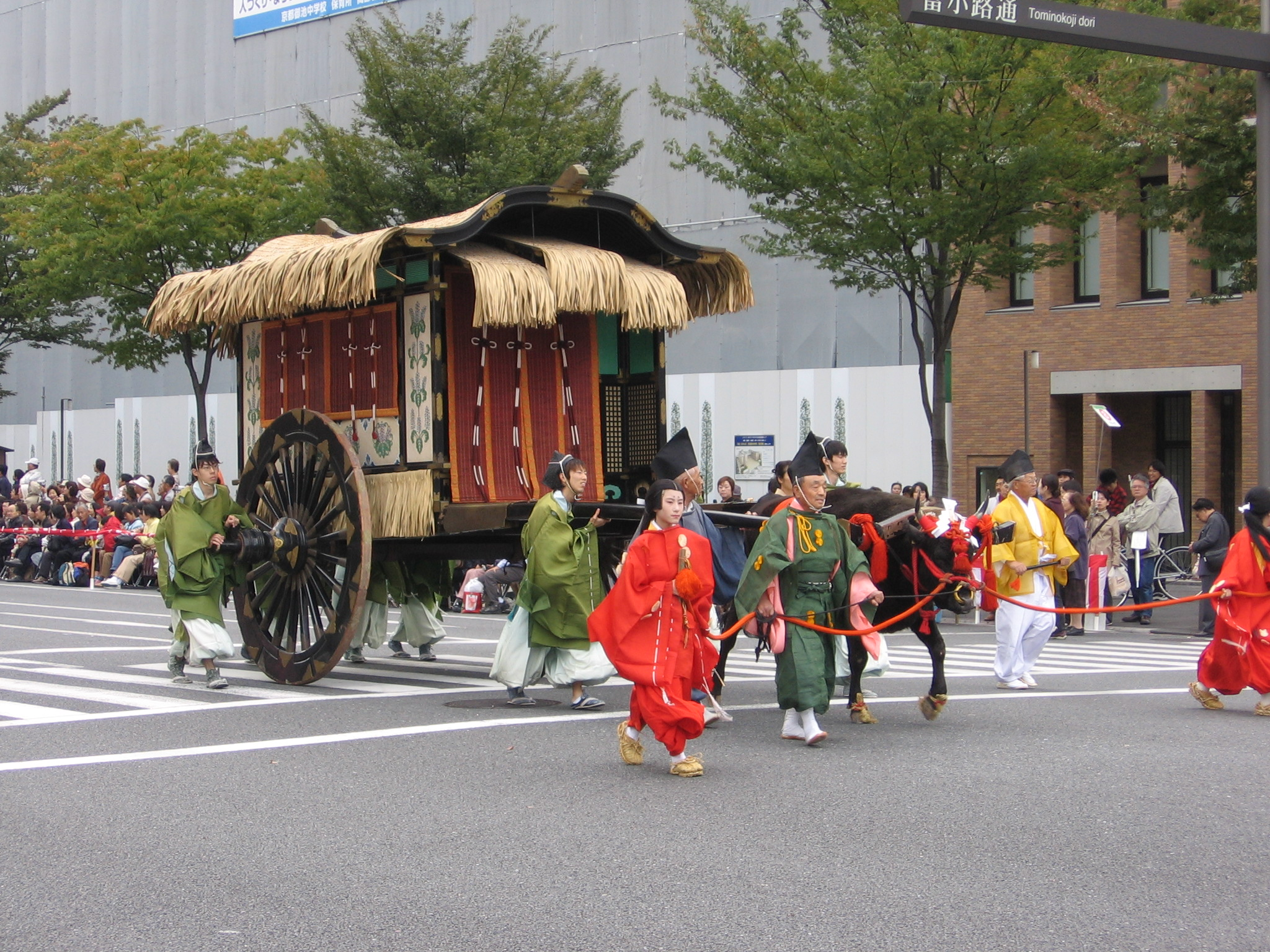
Jidai matsuri.

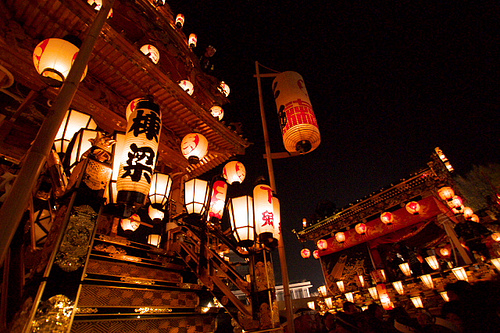
Chars du Chichibu yomatsuri.

### Janvier
- 1er ~ 5 janvier : Festival Kamakura d'Akita, Kamakura
- 6 janvier : Dezomeshiki, la parade du Nouvel an (Tokyo)
- 7 janvier : Usokae, « Échange de Bouvreuils » (Dazaifu)
- 9 ~ 11 janvier :  Festival Toka Ebisu (十日戎) (Osaka)

### Février
- 3 février : Narita-san setsubun-e (成田山節分会?) à Narita pour Setsubun[5].
- 3 ou 4 février : Festival des lanternes (Nara)
- 8 février : Hari-kuyō matsuri (針供養?, festival des aiguilles brisées),
- mi-février : Sapporo yuki matsuri (さっぽろ雪まつり?, Festival de la neige de Sapporo) à Sapporo[5].
- 3e samedi de février : Saidai-ji Eyo matsuri, Hadaka matsuri (裸祭り?) au temple Saidai-ji (Okayama)[5]

### Mars
- 1er ~ 14 mars : Shuni-e (cérémonie du deuxième mois), aussi nommée Omizu-tori (rituel du puisage de l'eau) (Tōdai-ji, Nara)
- 13 mars : Kasuga Shrine Festival (春日大社) (Nara)
- 15 mars : Hōnen Matsuri, festival de la fertivité, Komaki

### Avril
- de début avril à début mai, une fois tous les six ans : Onbashira (御柱?) ou Onbashira-sai ou Onbashira matsuri (御柱祭?) à Suwa[5].
- 1er week-end d'avril : Kanamara matsuri, festival de la verge de fer, Kawasaki
- 8 avril : Hana matsuri, fête bouddhiste célébrant l'anniversaire de Bouddha.

- 14 et 15 avril : Sannō matsuri (山王祭?), défilé de chars décorés (Takayama, Préfecture de Gifu)[6]
- 16 et 17 avril : Yayoi matsuri, défilé de chars décorés (Nikkō)

### Mai
- 3 et 4 mai : Hakata Dontaku matsuri (Fukuoka)
- 3 et 4 mai : Sentei-sai (先帝祭?) à Shimonoseki[5].
- 3 ~ 5 mai : Hamamatsu matsuri, Fête du cerf-volant (Hamamatsu)
- 15 mai : Début de la pêche au cormoran (Gifu)
- 15 mai : Aoi matsuri (葵祭?) à Kyoto[6].
- 2e dimanche de mai (années impaires) : Kanda matsuri (神田祭?) à Tokyo[6]. Un des trois grands festivals de Tokyo avec le Fukagawa matsuri et le Sannō matsuri.
- 17 et 18 mai : Tosho-gu Grand Festival (Nikko)
- 3e dimanche de mai : Sanja matsuri (三社祭?) à Tokyo à Asakusa[5].
- 3e dimanche de mai : Mifune matsuri (Kyōto)

### Juin
- 10 et 16 juin, une année sur deux : Sannō matsuri (Tokyo)
- 14 juin : Otaue shinji (御田植神事?) ou Otaue matsuri (御田植祭?) à Osaka[5]
- 15 juin : Chagu-chagu Umakko, Fête du cheval (Morioka)

### Juillet
- 1er ~ 15 juillet : Hakata Gion yamakasa (博多祇園山笠?) à Hakata[5].
- 13 ~ 16 juillet : O-Bon, Fête des Morts (dans certaines préfectures)
- 14 juillet : Nachi no hi matsuri, Fête du feu (Nachi-Katsura)
- 14 ~ 17 juillet : Gion Matsuri à Kyoto dans le quartier de Gion, en juillet[5]. Il est l'un des trois grands festivals du Japon avec Kanda matsuri et Tenjin matsuri.
- 24 et 25 juillet : Tenjin matsuri (天神祭?) à Ōsaka[5]

### Août
- 1er ~ 7 août : Neputa matsuri, défilé de chars décorés (Hirosaki)
- 2 ~ 7 août : Aomori nebuta matsuri (青森ねぶた祭?) à Aomori[5].
- 4 ~ 7 août : Kantō matsuri (Akita)
- 6 ~ 8 août : Sendai tanabata matsuri (仙台七夕まつり?) à Sendai[5].
- 9 ~ 12 août : Yosakoi matsuri (よさこい祭り?) à Kōchi[5].
- 12 ~ 15 août : Awa-odori (阿波踊り?) à Tokushima[5].
- 16 août : Gozan no okuribi (京都五山送り火?, peut aussi se lire Gozan okuribi) à Kyoto[5].
- mi-août : Fukagawa matsuri (深川祭?) à Tokyo. L'un des trois grands festivals de Tokyo avec le Kanda matsuri et le Sannō matsuri.

### Septembre
- 1er ~ 3 septembre : Kaze no bon (越中おわら風の盆?) à Toyama[5].
- 9 septembre : Kiku no sekku, fête des chrysanthèmes
- 2e week-end de septembre : Danjiri matsuri (en) (だんじり祭?) à Kishiwada[6]. Des chars de plusieurs tonnes en bois sculpté sont tirés à toute vitesse par une centaine de personnes à travers la ville de Kishiwada. La manœuvre est particulièrement impressionnante (et dangereuse) dans les virages.
- 14 ~ 16 septembre : Hachiman-gu Festival, défilé de chars décorés (Kamakura)

### Octobre
- 7 ~ 9 octobre : Kunchi matsuri (Nagasaki)
- 9 et 10 octobre : Festivals Takayama de Gifu
- 14 et 15 octobre : Kenka matsuri (Himeji)
- 14 ~ 19 octobre : Doburoku matsuri (Shirakawa-go)
- 15 octobre : Fin de la pêche au cormoran (Gifu)
- 2e samedi ~ 2e lundi d'octobre : Naha ōtsunahiki (那覇大綱挽?), aussi appelé Naha matsuri à Naha[5].
- Week-end de mi-octobre : Nagoya Festival, festival de Nagoya (Nagoya)
- 15 au 25 octobre : Ise-jingū kannamesai (伊勢神宮神嘗祭?) et nīnamesai (新嘗祭?) à Ise[5].
- 17 octobre : Tosho-gu Fall Festival (Nikko)
- 22 octobre : Jidai matsuri (時代祭?) à Kyoto[6]. Défilé de milliers de personnes en costume d'époque.
- 22 octobre : Kurama matsuri, Fête du feu (Kyōto)

### Novembre
- 2 ~ 4 novembre : Karatsu Kunchi (Kyushu)
- 3 novembre : Daimyo Gyoretsu, Fête du seigneur féodal (Hakone)
- 15 novembre : Shichi-go-san, Fête des enfants de sept, cinq et trois ans
- Mi-novembre : Tori-no-ichi, Foire du coq (Tokyo)
- 23 au 29 novembre : Ise-jingū kannamesai (伊勢神宮神嘗祭?) et nīnamesai (新嘗祭?) à Ise[5].

### Décembre
- 3 décembre : Chichibu yomatsuri, à Chichibu.
- 8 décembre : Hari-kuyō matsuri (針供養?, festival des aiguilles brisées)
- 15 ~ 18 décembre : On matsuri (Nara)
- 17 ~ 19 décembre : Hagoita-Ichi, Fête des raquettes (Tokyo)
- 31 décembre : Okera Mairi Ceremony (Kyōto)
- 31 décembre : Namahage (なまはげ?) à Oga[5]

### Sans date fixe
- Ise-jingū shikinen sengū (伊勢神宮式年遷宮?) à Ise, une fois tous les vingt ans[5].

## En dehors du Japon
En lien avec la diaspora japonaise, de nombreux lieux autour du monde célèbrent des festivals similaires. Le Brésil, qui compte la première communauté de Japonais vivant à l’étranger célèbre les matsuri dans plusieurs villes comme São Paulo ou Curitiba. Celle des États-Unis arrive seconde et célèbre également plusieurs matsuri comme dans la ville de Los Angeles, San Jose et Phoenix. À Montréal, la diaspora japonaise se retrouve lors du Matsuri Japon en août.